# Ulica Nożownicza we Wrocławiu
Ulica Nożownicza – ulica położona we Wrocławiu na Starym Mieście. Łączy ulicę Odrzańską z ulicą Jodłową i placem Nowy Targ. Ma 446 m długości.

## Historia
Pierwotnie w miejscu dzisiejszej ulicy Nożowniczej przebiegał ciąg niezależnych przecznic łączących przecinające przez nie ulice. Historia ich wiąże się z cechem nożowników, od którego pochodzą późniejsze nazwy tej ulicy, z wyłączeniem okresu, kiedy określano jej zachodni odcinek od znajdującego się tu więzienia miejskiego powstałego w pierwszej połowie XIV wieku oraz kilku nazw przypisywanym wschodniemu odcinkowi. Przede wszystkim początkowo wiązano ją z tą gałęzią działalności w zachodniej części pomiędzy ulicą Więzienną a ulicą Kuźniczą. Odkryto między innymi w miejscu dzisiejszych numerów 16, 18 i 20, zespół jednoizbowych, jednolitych, maleńkich kamienic w stylu gotyckim, przypisywanych właśnie niezamożnym członkom cechu nożowników.
Natomiast większość posesji przy tej ulicy w przeszłości stanowiło oficyny dla nieruchomości położonych przy ulicach sąsiednich.

## Nazwy
W swojej historii ulica nosiła następujące nazwy: 
- wczesne nazwy:
  - "uliczka poprzeczna za więzieniem" – część zachodnia od ulicy Więziennej do ulicy Kuźniczej, od 1403 r. do 1419 r.[2]
  - Płaszczarska, Mentelergasse, także Nowopłaszczarska[b] – część wschodnia od ulicy Szewskiej, od 1403 r.[2]
  - Roeweffergasse, XVI wiek[2]
  - Messergasse – część zachodnia do ulicy Szewskiej, od 1419 r.[2]
- XVIII wiek:
  - Messergasse – część zachodnia[2]
  - Kleine Messergasse – od ulicy Szewskiej do Łaciarskiej, 1743 r.[2]
  - Röftergässe, Kleine Messerschmiedegasse, Klemptnergasse – wschodnia część[2]
- Messergasse – całość, od 1824 r. do 1945 r.[2][5]
- Nożownicza, od 1945 r.[1][2][5].

Wcześniejsza nazwa Messerstrasse funkcjonująca od 1419 roku wywodziła się od cechu nożowników (nóż – niem. messer). Współczesna nazwa ulicy została nadana przez Zarząd Miejski i ogłoszona w okólniku nr 97 z 31.11.1945 r..

## Układ drogowy
Do ulicy przypisana jest droga gminna o długości 446 m klasy dojazdowej.
Ulice i place powiązane z ulicą Nożowniczą:
- skrzyżowanie: ulica Odrzańska[1][9]
- skrzyżowanie: ulica Więzienna[10]
- skrzyżowanie: ulica Kuźnicza[11]
- skrzyżowanie: ulica Szewska[12], jednotorowa linii tramwajowa[13]
- skrzyżowanie: ulica Łaciarska[14]
- skrzyżowanie:
  - ulica Jodłowa[1][15]
  - plac Nowy Targ[16].

## Zabudowa i zagospodarowanie
Ulica Nożownicza znajduje się w obrębie Starego Miasta, w którym dominuje zabudowa mieszkalna i usługowa, ze szczególnym naciskiem na tworzenie miejsc centrotwórczych. Zniszczenia wojenne powstałe podczas oblężenia Wrocławia w 1945 r. sprawiły, że zachowały się lub odbudowano tylko nieliczne obiekty przy ulicy Nożownicznej. Pozostałe budynki to zabudowa głównie powojenna .
Strona północna ulicy to niemal na całej długości zabudowa pierzejowa, ciągła, na którą składają się dawne kamienice i powojenna zabudowa mieszkalna i mieszkalno-usługowa. Jedynym wyjątkiem jest otwarty wjazd do wnętrza kwartału pomiędzy budynkami przy ulicy Nożowniczej 14/16, a budynkiem przy ulicy Kuźniczej 48 . Wskazuje się na konieczność przebudowy istniejącej zabudowy przy ulicy Nożowniczej 16 w sposób umożliwiający uzupełnienie pierzei północnej. Ponadto określa się wymóg dla budynku przy ulicy Nożowniczej 40 kompleksowej modernizacji łącznie z projektowaną zabudową pierzejową przy ul. Szewskiej, polegającej między innymi na korekcie formy architektonicznej elewacji i innych aspektach oraz przy ulicy Nożowniczej 42-46 i ul. Łaciarskiej 39 w zakresie korekty elewacji i zabudowa podcieni.
W pierzei południowej natomiast występuje zróżnicowana zabudowa tego obszaru. Jedynie na odcinku od ulicy Odrzańskiej od ulicy Więziennej, podobnie jak po stronie północnej, znajduje się ciągła zabudowa pierzejowa. Za ulicą Więzienną natomiast znajduje się zabytkowe dawne więzienie, a za nim droga wewnętrzna i teren zamkniętej szkoły podstawowej wraz z powojennym budynkiem położonym przy ulicy Kuźniczej. Z kolei pomiędzy ulicą Kuźniczą i ulicą Szewską zabudowę stanowi kamienica przystosowana do potrzeb Instytutu Filologii Angielskiej Uniwersytetu Wrocławskiego połączona z nowym budynkiem przy ulicy Kuźniczej 22, a za nią otwarty teren z niewielkim zespołem dwóch mieszkalnych budynków dwuklatowych (ulica Nożownicza 27, 29 i ulica Kotlarska 11, 13). Dalej za ulicą Szewską ukształtowano zróżnicowaną zabudowę składającą się z dawnych kamienic i powojennych budynków mieszkalnych, z otwartymi wjazdami do wnętrz kwartałów . Wskazuje się na konieczność zmian i rekompozycji układu zabudowy, między innymi przy ulicy Nożowniczej. Dotyczy to zabudowy ulica Nożownicza 27, 29, gdzie wskazuje się konieczność jej odtworzenia obrzeżnego układu zabudowy w obrębie kwartału urbanistycznego, oraz Nożownicza 28, 30, 35 i 40, dla której wskazuje się konieczność modernizacji w obrębie kwartałów urbanistycznych, ulicy Nożowniczej 35 poprzez modernizację i uzupełnienie zabudowy obrzeżnej, a także przy Więziennej 6 zabudowę pierzei południowej.

## Ochrona i zabytki
Obszar, na którym położona jest ulica Nożownicza, podlega ochronie w ramach zespołu urbanistycznego Starego Miasta z XIII-XIX wieku, wpisanego do rejestru zabytków pod nr. rej.: 196 z 15.02.1962 oraz A/1580/212 z 12.05.1967 r.. Inną formą ochrony tych obszarów jest ustanowienie historycznego centrum miasta, w nieco szerszym obszarowo zakresie niż wyżej wskazany zespół urbanistyczny, jako pomnik historii  . Samo miasto włączyło ten obszar jako cenny i wymagający ochrony do Parku Kulturowego "Stare Miasto", który zakłada ochronę krajobrazu kulturowego oraz uporządkowanie, zachowanie i właściwe kształtowanie krajobrazu kulturowego i historycznego charakteru najstarszej części miasta .
Przy ulicy i w najbliższym sąsiedztwie znajdują się następujące zabytki:
| obiekt, położenie | powstanie, nr rej. | foto |
| --- | --- | ---- |
| zamknięcie zachodniej osi widokowej                                                                                                  | |      |
| Kamienica, ob. budynek biurowy ul. Odrzańska 22                                                                                      | ok. 1860 r. gez, mpzp |      |
| Kamienica, ob. budynek mieszkalny z usługowym parterem ul. Odrzańska 23                                                              | ok. 1860-1870 r. gez, mpzp |      |
| pierzeja południowa | |      |
| Kamienica "Pod Złotym Lichtarzem", ob. budynek mieszkalny z usługowym parterem ul. Nożownicza 1                                      | ok. 1880 r. gez, mpzp |      |
| Więzienie Miejskie, ob. Zakład Archeologii PAN ul. Więzienna 6                                                                       | 2 poł. XIV w. (skrzydło pn.), ok. 1500 r. (pozostałe skrzydła), 1863 r. (moderizacja i rozbudowa) XV w. 4 z 12.03.1960 oraz A/2794/169 z dn. 15.02.1962 r. |      |
| Kamienica, ob. Instytut Filologii Angielskiej Uniwersytetu Wrocławskiego ul. Nożownicza 25                                           | pocz. XIX w., ok. 1900 r., po 2000 r. (remont, rozbudowa, połączenie z oficyną ul. Kuźnicza 21) gez, mpzp                                                  |      |
| Kamienica ul. Nożownicza 37 | ok. 1895 r. gez, mpzp |      |
| Kamienica "Pod Złotym Sercem" ul. Łaciarska 28                                                                                       | XV w., 1924 r., ok. 2009 r. (remont) XVIII w. A/3150/76 z dn. 06.02.1962                                                                                   |      |
| zamknięcie wschodniej osi widokowej                                                                                                  | |      |
| Kamienica, ob. z częściowo usługowym przyziemiem ul. Jodłowa 1                                                                       | ok. 1895 r., po 1945 r. gez, mpzp |      |
| pierzeja północna | |      |
| Szkoła Wyższa Urszulanek, ob. budynek mieszkalny z częściowo usługowym parterem ul. Łaciarska 29-29a                                 | XVIII/XIX w., pocz. XX w. gez, mpzp |      |
| Kamienica, ob. budynek mieszkalny z usługowym parterem (pub) ul. Nożownicza 12                                                       | ok. 1880 r., ok. 1965 r., po 2000 r. gez, mpzp |      |
| Kamienica "Pod Wielorybem" ul. Nożownicza 10                                                                                         | ok. 1880 r. gez, mpzp |      |
| Kamienica ul. Nożownicza 6/8 | ok. 1880 r., ok. 1960 r. (remont i przebudowa) gez, mpzp                                                                                                   |      |
| Kamienica z usługowym parterem ul. Więzienna 7                                                                                       | ok. 1870 r. gez, mpzp |      |
| Kamienica "Pod Złotym Drzewem" – hotel (Ditler's Hotel), ob. budynek mieszkalny z usługowym parterem ul. Odrzańska 17, 17a, 17b, 17c | ok. 1880 r. gez, mpzp |      |